# 麻生小百合
麻生 小百合（あそう さゆり、本名: 大庭 淑子 = おおにわ よしこ日本大学三島高等学校・中学校、1960年5月27日 - ）は、日本の元歌手である。ビーイング所属。

## 経歴
3歳よりピアノを始め、日本大学三島高等学校に在学していた高校時代はテニス部でキャプテン、静岡県東部のテニスの大会で団体、個人のタイトルを総なめにしたことがあった。その傍ら、音楽ではイーグルスに傾倒。高校卒業後、先輩の誘いでロックバンドやセッションバンドのボーカルとして活動していたところをスカウトされ、1982年9月21日、ビーイング傘下で東芝EMI/EASTWORLDよりジャズ歌手としてデビュー。3枚のアルバムをリリースした。亜蘭知子、秋本奈緒美と共にビーイングジャズ3Aと呼ばれた。「ジャズはジャンルではなくてフリーなもの」とは本人の弁。

## 出演

### テレビ
- 1982年10月08日 テレビ東京「ポップス倶楽部」

### ライブ
- 1982年11月より学園祭コンサートを開催

## 音楽

### アルバム
- 1982.09.21 LP:WTP-90193 MT:ZH28-1242 キャンディ・ジャズ
- 1983.02.21 LP:WTP-90218 MT:ZH28-1294 ストロベリー・ジャム
- 1983.09.01 LP:WTP-90241 MT:ZH28-1347 ぴんく (当初発売予定は 1983.09.21 であったが前倒しで発売された)
  - 同アルバムに収録されている「Love Somebody」は後にTUBEが「BECAUSE I LOVE YOU」というタイトルでカバーしシングルとして発売された（ただしTUBE版は亜蘭知子により歌詞が書き変えられている）。

### その他
- 2005.12.21 CD:SSK-7 Beauty J-pop: Emi Edition (「Misty」収録。初CD化)